# Цыганкин, Дмитрий Васильевич
Дми́трий Васи́льевич Цыга́нкин (22 октября 1925, с. Мокшалей, Пензенская губерния — 21 ноября 2023) — советский и российский лингвист, финно-угровед. Доктор филологических наук (1978), профессор (1979), заслуженный деятель науки Российской Федерации (1997).

## Биография
Дмитрий Цыганкин родился 22 октября 1925 года в селе Мокшалей Мокшалейской волости Саранского уезда Пензенской губернии (ныне — Чамзинский район Республики Мордовия). По национальности мордвин (эрзя). Окончил 7 классов Мокшалейской средней школы, где преподавание велось на эрзянском языке. Затем учился в Большемаресьевской средней школе, в которой преподавание велось на русском.
В 1943 году ушёл на фронт. Принимал участие в освобождении Орши, Минска, Борисова, Витебска. После окончания войны продолжил службу в армии.
В 1950 году демобилизовался и поступил на историко-филологический факультет Мордовского педагогического института имени А. И. Полежаева. В 1954 году окончил институт, получив специальность «Учитель русского языка и литературы, мордовского языка и литературы». Продолжил обучение в аспирантуре. Преподавал в Мордовском пединституте им. А. И. Полежаева. В 1962 году получил звание доцента. В 1962—1972 годах — проректор по учебной и научной работе МГПИ им. А. И. Полежаева, в 1972—1980 годах — заведующий кафедрой мордовских языков и литературы. Читал курсы «История эрзянского языка», «Диалектология эрзянского языка», спецкурсы «Ономастика», «Сравнительная морфология финно-угорских языков». В 1980—1987 годах — декан филологического факультета МГПИ им. А. И. Полежаева. С 1991 года — заведующий кафедрой эрзянского языка.

## Научная деятельность

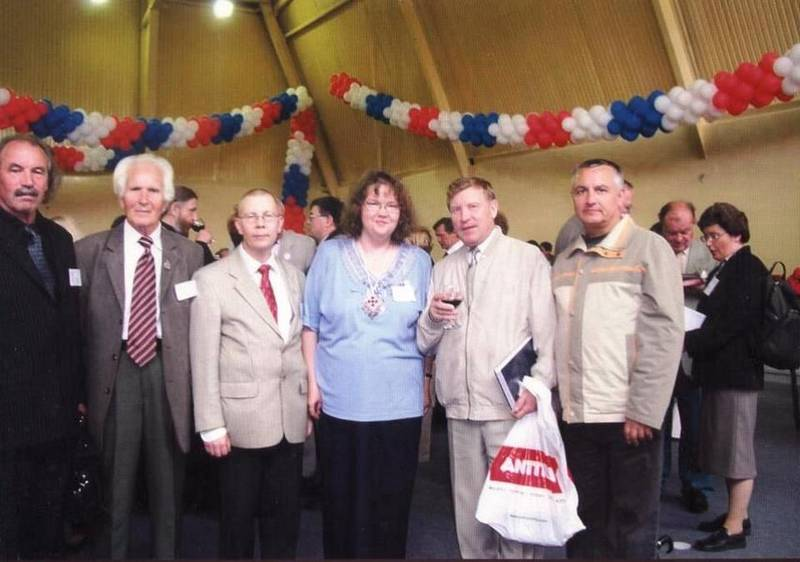
Финно-угроведы и писатели. Крайний слева: Александр Шаронов, создатель эрзянского эпоса "Масторава", второй слева: Дмитрий Васильевич Цыганкин, доктор филологических наук, профессор МГУ им. Н.П. Огарева, известный финно-угровед. Крайний справа: Николай Иванович Ишуткин, эрзянский поэт, редактор эрзянского детского журнала "Чилисема". Второй справа: Мосин Михаил Васильевич, доктор филологических наук, профессор МГУ им. Н.П. Огарева

В 1958 году защитил кандидатскую (тема «Шугуровский диалект эрзя-мордовского языка»), в 1978 — докторскую диссертацию («Морфология имён существительных (словоизменение и словообразование) в эрзянских диалектах»); профессор (1979).
Автор более 200 научных работ: статей, монографий, словарей, учебников, учебных пособий, программ для вузов и школ. В сферу его научных интересов входит фонетика, лексика, морфология, синтаксис, словообразование, диалектология, топонимика и история мордовских языков.

### Публикации
1. Шугуровский диалект эрзя-мордовского языка: Дис. …канд. филол. наук. — М., 1958. — 200 с. (рукопись).
2. Шугуровский диалект эрзя-мордовского языка: Автореф. дис. … канд. филол. наук. — М., 1958. — 23 с.
3. Фонетика шугуровского диалекта эрзя-мордовского языка // Зап. / МНИИЯЛИЭ. — Саранск, 1958. № 18. — С. 154—195.
4. Некоторые фонетические изменения в заимствованных словах из русского языка (на языковых материалах шугуровского диалекта) // Тр. / МНИИЯЛИЭ. — Саранск, 1960. Вып. 20. — С. 41 — 46.
5. Шугуровский диалект эрзя-мордовского языка // Очерки мордовских диалектов. — Саранск, 1961. Т. 1. — С. 294—395.
6. Фонетическое и грамматическое освоение слов, заимствованных из русского языка и через русский язык: (По материалам говоров эрзянского языка) // Тр. / МНИИЯЛИЭ. Сер. филол. наук. — Саранск, 1962. Вып. 23. — С.177 — 196.
7. Цыганкин Д. В., Матюшкин П. Г. Од грамматика (Новая грамматика) // Сурань толт (Сурские огни), 1962. № 2. — С. 70 — 74.
8. Об одной фонетической особенности в некоторых говорах Присурья // Очерки мордовских диалектов. — Саранск, 1963. Т. 2. — С. 234—239.
9. Об одном говоре Присурья Большеберезниковского района МАССР // Очерки мордовских диалектов. — Саранск, 1963. Т.2. — С. 433—447.
10. Об особенностях говора с. Мокшалей // Очерки мордовских диалектов. — Саранск, 1963. Т. 2. — С. 99 — 117.
11. Слово в присурских говорах эрзя-мордовского языка // Очерки мордовских диалектов. — Саранск, 1963. Т. 3. — С. 83 — 93.
12. Тексты, собранные и записанные в присурских говорах эрзя-мордовского языка // Очерки мордовских диалектов. — Саранск, 1963. Т. 3. — С. 94 — 119.
13. Цыганкин Д. В., Матюшкин П. Г. Программы по мордовским (эрзя и мокша) языкам: Для высш. учеб. заведений. — Саранск: Мордов. кн. изд-во, 1963. — 24с.
14. Цыганкин Д. В., Приставкин Н. К. Учебник русского языка. Ч.2. Синтаксис для 7 и 8 классов мордовской школы. — Саранск: Мордов. кн. изд-во, 1964. — 168 с.
15. Свидетельства диалектологии как источник изучения истории мордовского народа // Этногенез мордовского народа. — Саранск, 1965. — С. 365—371.
16. Цыганкин Д. В., Приставкин Н. К. Учебник русского языка. Ч. 2. Синтаксис для 7 и 8 классов мордовской школы. — Саранск: Мордов. кн. изд-во, 1965. — 168 с.
17. Кодамо кельстэ саевсть эрзянь кой-кона валтнэ ды кода сынь полавтневить: Этимологической заметкат // Сятко. 1966. № 2. — С. 83 — 94.
18. Лексические особенности эрзянских говоров // Очерки мордовских диалектов. — Саранск , 1966. Т.4. — С. 345—351.
19. М. Е. Евсевьев как диалектолог // Вопросы мордовского языкознания. — Саранск, 1967. — С. 19 — 25. (Труды МНИИЯЛИЭ; Вып.32).
20. Цыганкин Д. В., Приставкин Н. К. Учебник русского языка. Ч. 2. Синтаксис для 7 и 8 классов мордовской школы. — Саранск: Мордов. кн. изд-во, 1967. — 168 с.
21. Опыт классификации эрзянских говоров мордовского Присурья // Очерки мордовских диалектов. — Саранск, 1968. Т. 5. — С. 383—394.
22. Цыганкин Д. В., Деваев С. З. Программа: Диалектология мордовских языков. — Саранск: Мордов. кн. изд-во, 1968. — 8 с.
23. Из наблюдений над структурными особенностями топонимов на территории Мордовской АССР // Вопросы мордовского языкознания. — Саранск, 1969. — С. 174—191. (Тр. / МНИИЯЛИЭ; Вып. 32).
24. Цыганкин Д. В., Приставкин Н. К. Учебник русского языка. Ч. 2. Синтаксис для 7 и 8 классов мордовской школы. — Саранск: Мордов. кн. изд-во, 1969. — 168 с.
25. Принципы классификации эрзянских диалектов на основе именных и глагольных особенностей // Тез. III Междунар. конгресса финно-угроведов. 17 — 23. VIII. 1970. — Таллин, 1970. Т. 1. — С. 115.
26. Цыганкин Д. В., Деваев С. З. Фонетика мордовских (мокшанского и эрзянского) литературных языков: Учеб. пособие для студентов высш. учеб. заведений. — Саранск: Мордов. кн. изд-во, 1970. — 84 с.
27. Цыганкин Д. В., Приставкин Н. К. Материалы занимательной грамматики русского языка для мордовской школы. — Саранск: Мордов. кн. изд-во, 1970. — 95 с.
28. Мордовская микротопонимия (семантико-лексический и словообразовательный анализ) // Ономастика Поволжья. — Горький, 1971. Вып. 2. — С. 258 −263.
29. Мес тяфта корхтатама? (Этимологическяй заметкат) // Мокша. 1971. № 2. — С. 89-90.
30. Мокша-эрзянь микротопонимиясь // Сятко. 1971. № 1. — С. 87-91.
31. Цыганкин Д. В., Матюшкин П. Г. Практикум по синтаксису современных мордовских языков: (Для студентов филол. фак. и учителей) / Мордов. ун-т. — Саранск, 1971. — 188 с.
32. Цыганкин Д. В., Приставкин Н. К. Учебник русского языка. Ч. 2. Синтаксис для 7 и 8 классов мордовской школы. — Саранск: Мордов. кн. изд-во, 1971. — 168 с.
33. Цыганкин Д. В., Яшкин И. А. К вопросу формирования мордовской народности // Учен. зап. / Мордов. пед. ин-т. — Горький, 1971. — С. 258—263.
34. Программа курса «Введение в финно-угроведение» / Мордов. пед. ин-т. — Саранск, 1972. — 6 с.
35. Программа по сбору топонимического, антропонимического материала на территории Мордовской АССР / Мордов. пед. ин-т. — Саранск, 1972. — 12 с.
36. Лексикология современных мордовских языков: Учеб. пособие для высш. учеб. заведений / Мордов. пед. ин-т; Под ред. Д. В. Цыганкина. — Саранск, 1972. — 124 с.
37. Лексика современных мордовских языков с точки зрения её активного и пассивного запаса // Лексикология современных мордовских языков. — Саранск, 1972. — С. 55-58.
38. Лексика эрзянских говоров // Вопросы мордовского языкознания.- Саранск, 1972. — С. 121—129. (Тр. / МНИИЯЛИЭ; Вып. 42).
39. Лексикография // Лексикология современных мордовских языков. — Саранск, 1972. — С. 106—122.
40. Словообразовательная вариантность в диалектах эрзянского языка // Вопросы советского финно-угроведения: Языкознание: (Тез. докл. и сообщ. на XIV Всесоюз. конф. по финно-угроведению, посвящ. 50-летию образования СССР). — Саранск, 1972. — С. 131—133.
41. Эрзянь литературной келенть сюпалгадомасо башка ёнкстнэ // Сятко. 1972. № 2. — С. 81-87.
42. Цыганкин Д. В., Деваев С. З. Лексика мордовских языков с точки зрения её происхождения // Лексикология современных мордовских языков. — Саранск, 1972. — С. 36-49.
43. Цыганкин Д. В., Приставкин Н. К. Учебник русского языка. Ч.2. Синтаксис для 7-8 классов мордовской школы. — Саранск: Мордов. кн. изд-во, 1972. — 168 с.
44. Цыганкин Д. В., Приставкин Н. К. Эрзянь кель: Грамматика ды стилистика: 8-це класснэнь тонавтнема книга. — Саранск: Мордов. кн. изд-во, 1972. — 116 с.
45. Фонетический и морфологический разбор на уроках русского языка в мордовской школе. — Саранск: Мордов. кн. изд-во, 1973. — 64 с.
46. Некоторые особенности развития эрзянского литературного языка // Вопросы синтаксиса мордовских языков. — Саранск, 1973. — С. 90-103. (Тр. / МНИИЯЛИЭ; Вып. 46, ч. 2).
47. Цыганкин Д. В., Приставкин Н. К. Эрзянь кель: Грамматика ды стилистика: 8-це класснэнь тонавтнема книга. 2-е изд. — Саранск: Мордов. кн. изд-во, 1973. — 116 с.
48. Занимательной грамматика: (Эрзянь школанень пособия). — Саранск: Мордов. кн. изд-во, 1974. — 125 с.
49. Программа по истории мордовских языков / Мордов. ун-т. — Саранск, 1974. — 13 с.
50. О типах этимологических (словообразовательных) связей в финно-угорских языках // Языкознание: Тез. докл. и сообщ. на XV конф. по финно-угроведению. — Петрозаводск, 1974. — С. 38-41.
51. Цыганкин Д. В., Приставкин Н. К. Эрзянь кель: Грамматика ды стилистика: 8-це класснэнь тонавтнема книга. 3-е изд. — Саранск: Мордов. кн. изд-во, 1974. — 116 с.
52. Диалектные подсистемы посессивных аффиксов и морфологические особенности в посессивных словоформах эрзя-мордовского языка // Fenno-Ugristika. — Тарту, 1975. — С. 325—340. (Учен. зап. / Тарт. ун-т; Вып. 344).
53. Исторические изменения в морфемной структуре мордовского слова // Вопросы языкознания. — Саранск, 1975. вып. 2, ч. 1. — С. 3-23.
54. Морфологические особенности эрзянского языка в области словообразования // Вопросы языкознания. — Саранск, 1975. Вып. 2, ч. 1. — С. 82-90.
55. Принципы классификации эрзянских диалектов на основе именных и глагольных особенностей // Третий Международный конгресс финно-угроведов. — Таллин, 1975. Т. 1. — С. 526—530.
56. Словообразовательная вариантность в эрзянских диалектах // Вопросы финно-угроведения. — Саранск, 1975. Вып. 6. — С. 245—251.
57. Эрзянь валтнэнь этимологиядост. // Сятко. 1975. № 2. — С. 62-69.
58. Цыганкин Д. В., Деваев С. З. Очерк сравнительной грамматики мордовских (мокшанского и эрзянского) литературных языков: Учеб. пособие для студентов высш. учеб. заведений / Мордов. ун-т. — Саранск, 1975. — 118 с.
59. Цыганкин Д. В., Приставкин Н. К. Эрзянь кель: Грамматика ды стилистика: 8-це класснэнь тонавтнема книга. 4-е изд. — Саранск: Мордов. кн. изд-во, 1975. — 116 с.
60. Мордовская архаическая лексика в топонимии Мордовской АССР // Ономастика Поволжья. — Саранск, 1976. Вып. 4. — С. 167—171.
61. Суффиксальное словообразование имен существительных в диалектах эрзянского языка // Учен. зап. / Тарт. ун-т. 1976. Вып. 397. — С. 86-106.
62. Цыганкин Д. В., Приставкин Н. К. Эрзянь кель: Грамматика ды стилистика: 8-це класснэнь тонавтнема книга. 5-е изд. — Саранск: Мордов. кн. изд-во, 1976. — 116 с.
63. Морфология имени существительного в диалектах эрзянского языка (словоизменение и словообразование): Дис. … д-ра филол. наук / Мордов. ун-т. — Саранск, 1977. — 384 с.
64. Морфология имени существительного в диалектах эрзянского языка. Автореф. Дис. д-ра филол. наук. — Тарту, 1977. — 48 с.
65. Грамматическая категория имени существительного в диалектах эрзя-мордовского языка (категория числа и падежа): Учеб. пособие. / Мордов. ун-т. — Саранск, 1977. — 105 с.
66. Практикум по эрзянской диалектологии для студентов филологических факультетов / Мордов. ун-т. — Саранск, 1977. — 79 с.
67. Грамматическая категория определённости и её формы в диалектах эрзя-мордовского языка. // Fenno-Ugristika. — Тарту, 1976. — С. 106—133. (Труды по финно-угроведению: Вып. 4).
68. Морфонологические особенности диалектного словоизменения (основное склонение) // Вопросы морфологии эрзянских и мокшанских диалектов. — Саранск, 1977. — С. 60 — 75.
69. О соотношении исконных и иноязычных элементов в системе эрзянского именного словообразования // Исследование финно-угорских языков и литератур в их взаимосвязях с языками и литературами народов СССР: Тез. докл. Всесоюз. науч. совещ. финно-угроведов. — Ужгород, 1977. — С. 82-83.
70. Цыганкин Д. В., Алешкина Р. А. Библиография по ономастике // Вопросы морфологии эрзянских и мокшанских диалектов (словоизменение и словообразование). — Саранск, 1977. — С.87-89.
71. Цыганкин Д. В., Мосин М. В. Эрзянь келень нурькине этимологической словарь: Школанень пособия. — Саранск: Мордов. кн. изд-во, 1977. — 120 с.
72. Цыганкин Д. В., Нарваткин Н. С. Программа эрзянь келень коряс 4-8 класснэнь (Программа по эрзянскому языку для 4-8 классов). — Саранск: Мордов. кн. изд-во, 1977. — 37 с.
73. Цыганкин Д. В., Нарваткин Н. С. Эрзянь кель: Лексика, фонетика ды морфология: 4-це класснэнь тонавтнема книга. — Саранск: Мордов. кн. изд-во, 1977. — 111 с.
74. Цыганкин Д. В., Приставкин Н. К. Эрзянь кель: Грамматика ды стилистика: 8-це класснэнь тонавтнема книга. 6-е изд. — Саранск: Мордов. кн. изд-во, 1977. — 116 с.
75. Грамматические категории имени существительного в диалектах эрзя-мордовского языка (определенности — неопределенности и притяжательности): Учеб. пособие / Мордов. ун-т. — Саранск, 1978. — 72 с.
76. Категория принадлежности и её особенности в диалектах эрзянского языка // Финно-угристика. — Саранск, 1978. Вып. 1. — С. 116—149.
77. Цыганкин Д. В., Деваев С. З. Морфологическое строение слова в мордовских языках (вопросы морфемики) // Финно-угристика. — Саранск, 1978. Вып. 1. — С. 33-51.
78. Фонетика эрзянских диалектов: Учеб. пособие / Мордов. ун-т. — Саранск, 1979. — 112 с.
79. Именные основы в мордовских языках в диахронном освещении // Вопросы финно-угроведения: Языкознание: Тез. докл. на XVI Всесоюз. конф. финно-угроведов. Июнь 1979. — Сыктывкар, 1979. — С. 40.
80. О соотношении исконных и иноязычных элементов в системе эрзянского (диалектного) именного словообразования // Финно-угристика.- Саранск, 1979. Вып 2. — С. 154—161.
81. Цыганкин Д. В., Алешкина Р. А. Библиография по ономастике // Финно-угристика. — Саранск, 1979. Вып. 2. — С. 161—171.
82. Именные и глагольные основы в мордовских языках в диахронном освещении // Финно-угристика. — Саранск, 1980. Вып. 3. — С. 60-69.
83. Морфологическое словообразование // Грамматика мордовских языков: Фонетика, графика, орфография, морфология. — Саранск, 1980. — С. 102—127.
84. Синтаксическое словообразование // Грамматика мордовских языков: Фонетика, графика, орфография, морфология. — Саранск, 1980. — С. 127—136.
85. Bildung der morphologischen elemente in wolgaischen Sprachen (in diachronisher betrachtung) (Образование морфологических элементов в волжских языках (в диахронном освещении)) // Congressus Quintus Internationalis Fenno-Ugristarum. Turku. 20-27. VIII. 1980. — Turku, 1980. P. 2. — S. 12.
86. Цыганкин Д. В., Келин М. А. Словообразование // Грамматика мордовских языков: Фонетика, графика, орфография, морфология. — Саранск, 1980. — С. 99-102.
87. Цыганкин Д. В., Липатов С. И. Мордовское языкознание за 50 лет // Финно-угристика. — Саранск, 1980. Вып. 3. — С. 4-20.
88. Цыганкин Д. В., Нарваткин Н. С. Эрзянь кель: 4 класснэнь тонавтнема книга. 3-е изд. — Саранск: Мордов. кн. изд-во, 1980. — 111 с.
89. Цыганкин Д. В., Приставкин Н. К. Эрзянь кель: Грамматика ды стилистика: 8-це класснэнь тонавтнема книга. 8-е изд. — Саранск: Мордов. кн. изд-во, 1980. — 136 с.
90. Словообразование в мордовских языках: Учеб. пособие для студентов нац. отд-ний вузов / Мордов. ун-т. — Саранск, 1981. — 80 с.
91. Ленинское учение о развитии национальных языков и его воплощение в жизни народов СССР // В братской семье. — Саранск: Мордов. кн. изд-во, 1981. — С. 297—304.
92. Мордовские языки // Мордва. Историко — этногрфические очерки. — Саранск: Мордов. кн. изд-во, 1981. — С. 50-58.
93. Образование морфологических элементов в волжских языках (в диахронном освещении) // Congressus Quintus Internationalis Fenno-Ugristarum. Turku. 20-27. VIII. 1980. — Turku, 1980. P. 2. — S. 54-59.
94. Рузонь, эрзянь ды мокшонь кельтнень ютксо сюлмавоматне // Сятко, 1981. № 6. — С. 69-74.
95. Die Entwicklung der mordwinischen Sprachwissenschaft in den siebziger Jahren // Сов. финно-угроведение. 1981. № 1. — С. 67-72.
96. Келин М. А., Цыганкин Д. В., Мосин М. В. Мокшень кялень нюрхкяня этимологическяй словарь. — Саранск: Мордов. кн. изд-во, 1981. — 92 с.
97. Цыганкин Д. В., Нарваткин Н. С. Эрзянь келень урокт 4-це классо. — Саранск: Мордов. кн. изд-во, 1981. — 94 с.
98. Цыганкин Д. В., Приставкин Н. К. Эрзянь кель: Грамматика ды стилистика: 8-це класснэнь тонавтнема книга. 9-е изд. — Саранск: Мордов. кн. изд-во, 1981. — 132 с.
99. Основные процессы развития мордовских языков на современном этапе // О дальнейшем совершенствовании преподавания русского и родного языков в национальной школе. — Саранск: Мордов. кн. изд-во, 1982. — С. 23-26.
100. Лексикология современных мордовских языков: Учеб. пособие / Под ред. Д. В. Цыганкина; Мордов. ун-т. — Саранск, 1983.
101. Общая характеристика мордовских языков // Лексикология современных мордовских языков. — Саранск, 1983. — С. 4-22.
102. Русско-мордовские языковые контакты (на лексическом уровне) // Проблемы межъязыкового контактирования. — Саранск, 1983. — С. 3-18. (Тр. / МНИИЯЛИЭ; Вып. 61).
103. Топонимическая система мордовских языков // Лексикология современных мордовских языков. — Саранск, 1983. — С.161-173.
104. Надькин Д. Т., Цыганкин Д. В. Эрзянь келень программат 4-8 кл. — Саранск: Мордов. кн. изд-во, 1983.- 36 с.
105. Цыганкин Д. В., Мосин М. В. Этимология // Лексикология современных мордовских языков. — Саранск, 1983. — С. 141—160.
106. Цыганкин Д. В., Нарваткин Н. К. Эрзянь келень 4-це классо тонавтнема книга. — Саранск: Мордов. кн. изд-во, 1983. — 112 с.
107. Цыганкин Д. В., Феоктистов А. П. Выдающийся представитель советского финно-угорского языкознания // Тр. / МНИИЯЛИЭ. Сер. Лингв. 1984. Вып. 77. — С.161-185.
108. Основные тенденции развития мордовских языков // Финно-угристика — Саранск, 1985. Вып. 4. — С. 4-10.
109. Эрзянь келень уроктнеде // Сятко, 1985. — № 5. — С. 77-78.
110. The Evolution of nominal morphological Oppositions in the History of the mordvinian Languages // Шестой Международный конгресс финно-угроведов. Сыктывкар, 24-30. VII. 1985: Тез. — Сыктывкар, 1985. Т. 2. — С. 72.
111. Цыганкин Д. В., Киушкина Р. Н. Особенности употребления притяжательных суффиксов в эрзянском языке (на материале диалектов) // Основные тенденции развития финно-угорских языков. — Саранск, 1985. — С. 46-52.
112. Цыганкин Д. В., Мосин М. В. Пауль Аристэ и мордовское языкознание // Пауль Аристэ и его деятельность. — Тарту, 1985. — С. 74-82. (Тр. по финно-угроведению; Вып. 12).
113. Цыганкин Д. В., Приставкин Н. К. Эрзянь кель: Грамматика ды стилистика: 8 класс. 10-е изд. — Саранск: Мордов. кн. изд-во, 1985. — 136 с.
114. Анатолий Павлович Рябов // Просветители и педагоги мордовского края. — Саранск, 1986. — С. 132—138.
115. Лексико-семантическая характеристика отдельных пластов топонимической системы Мордовской АССР // Ономастика Поволжья. — Саранск, 1986. Вып. 5. — С. 4-20.
116. Цыганкин Д. В., Исламова Т. Н. Топонимы, связанные с историей засечных черт // Ономастика Поволжья. — Саранск, 1986. Вып. 5. — С. 77-82.
117. Цыганкин Д. В., Приставкин Н. К. Занимательная грамматика русского языка: Пособие для учителя. 2-е изд., перераб. — Саранск: Мордов. кн. изд-во, 1986. — 192 с.
118. Характерные черты именных деривационных связей в мордовских языках // XVII Всесоюз. финно-угорская конф.: Языкознание: Тез. докл. — Устинов, 1987. — С. 213—216.
119. Эрзянь кельсэ кой-кона валтнэнь чачомадост // Сятко, 1987. № 4. — С. 70-71.
120. Цыганкин Д. В., Надькин Д. Т., Пугачева Г. П. Эрзянь келень программат 5-9 класстнэнь.- Саранск: Мордов. кн. изд-во, 1987. — 52 с.
121. Занимательная грамматика: Эрзянь школанень пособия. 2-е изд. Саранск: Мордов. кн. изд-во, 1988. — 128 с.
122. Эволюционные изменения морфологических элементов в истории мордовских языков // Актуальные вопросы мордовского языкознания. / Тр. / МНИИЯЛИЭ; Вып. 94. — Саранск, 1988. — С. 12-20.
123. Цыганкин Д. В., Ананьина К. И. Программа курса «Диалектология и история мордовских языков» для студентов специальности "Мордовский язык и литература / Мордов. ун-т. — Саранск, 1988. — 16 с.
124. Цыганкин Д. В., Надькин Д. Т. За фасадом мнимого благополучия // Встречи. — Саранск, 1988. — С. 56-68.
125. Цыганкин Д. В., Тихонова Т. М. Эрзянь кель: Грамматикань ды стилистикань коряс учебной пособия (школасо тонавтыцятнень туртов) — Саранск: Мордов. кн. изд-во, 1988. — 154 с.
126. Из лексикологических наблюдений // Вопросы лексикологии финно-угорских языков. — Саранск, 1989. — С. 41-52.
127. Имя человека в географических названиях на карте Мордовской АССР // Вопросы финно-угорской ономастики. — Ижевск, 1989. — С. 49-63.
128. Эрзянь кель: Фонетика ды лексика: 5-це класснэнь. — Саранск: Мордов. кн. изд-во, 1989. — 142 с.
129. Die Widerspiegelung des Finnougrischen ٭η-Lautes in der Dialekten der mordvinischen Sprachen // Viertes internationales Symposion «uralische Phonologia». — Hamburg, 1989. — S. 37-39.
130. Конверсия как один из нелинейных способов образования слов в мордовских языках // Материалы VII Международного конгресса финно-угроведов. — Дебрецен, 1990. — С. 61-68.
131. «Мордва» — этническое ли прозвище (на перекрестке мнений) // Вестн. Мордов. ун-та. 1990. № 3. — С. 35-36.
132. Морфонологические особенности в парадигмах форм категории определённости (на материале эрзянских диалектов) // Лексика и грамматика агглютинативных языков. — Барнаул, 1990. — С. 3-8.
133. Состояние изученности мордовских диалектов // Диалектология уралики. — Гамбург, 1990. — С. 17-18.
134. Улемс ли эрзянь келентень государственнойкс // Сятко, 1990. № 1. — С. 55-56.
135. Die Konversion al salseine der Nichtlinearen Wortbildungsarten (Конверсия как один из способов словообразования) //Congressus septimus Internationalis Fenno-Ugristarum. 2 A. — Debrecen, 1990. — S. 33.
136. Цыганкин Д. В., Алешкина Р. А., Гребнева А. М. Дидактической материал: Школанень пособия: 5 класснэнь. — Саранск: Мордов. кн. изд-во, 1990. — 120 с.
137. Ареальная морфонология форм категории определённости // Linguistika Uralica. — Таллин, 1991. № 1. — С. 51-56.
138. Структурные типы корневых морфем (непроизводных слов) в системе имен мордовских языков // Folia Uralica Debreceniensia 2. — Debrecen, 1991. — S. 15-21.
139. Тенденция развития литературных языков восточнофинно-угорских народов // Вестн. Мордов. ун-та. 1991. № 1. С. 26-29.
140. Уникальное достояние человечества // Мордовский народ: что нас волнует. — Саранск, 1991. — С. 92-111.
141. У истоков мордовского языкознания: (Анатолий Павлович Рябов) // Вестн. Мордов. ун-та. 1991. № 2. — С. 63-67.
142. Д. В. Бубрих и мордовское языкознание // Д. В. Бубрих: К 100-летию со дня рождения: Сб. ст. Спб., 1992. — С. 11-18.
143. Характерные черты именной деривации мордовских языков // Festschrift fűr Karoly Redei zum 60. Geburtstag. Wien; — Budapest, 1992. — C. 111—118.
144. Память земли. — Саранск: Мордов. кн. изд-во, 1993. — 160 с.
145. Мордовиянь томбале эрзянь ды мокшонь кельтне // Респ. науч.-практ. языковая конф.: Язык: проблемы, нормы, перспективы. 17-18 дек. 1993 г.: (Стенографический отчет). — С. 30-37.
146. О нормах правописания эрзянских морфологических форм // Респ. науч.-практ. языковая конф.: Язык: проблемы, нормы, перспективы. 17-18 дек. 1993 г.: (Стенографический отчет). С. 68-76.
147. Эрзянь тарка лемень валкс // Сятко, 1992. № 8. С. 62-64. № 9. С. 72-74; № 10. С. 56-59; 1993. № 3. С. 65-66; № 4. С. 69-72; № 9. С. 66-67.
148. Цыганкин Д. В., Алешкина Р. А., Гребнева А. М. Эрзянь келень урокт 5-це классо. — Саранск: Мордов. кн. изд-во, 1993. — 104 с.
149. Эрзянь кель: Фонетика ды лексика: 5 класснэнь. 2-е изд. — Саранск: Мордов. кн. изд-во, 1994. — 152 с.
150. Взгляд лингвиста на лексику шокшанского говора эрзянского языка // Folia Uralica. Debreceniensia 3. — Debrecen, 1994. — C. 7-10.
151. Рябов Анатолий Павлович // История Мордовии в лицах. — Саранск, 1994. — С. 172—173.
152. Транспозиционные отношения между частями речи в эрзянском языке // Изменения в волжско-финских языках: (Симпозиум по волжским языкам в г. Турку. 1-2. 9. 1993). — Турку, 1994. — С. 87-91.
153. Эрзянь келень сёрмадомань (орфографиянь) лувтне (норматне) (Орфоэпические нормы эрзянского языка) // Мокшень кяльса сёрмадомань, корхтамань, пунктуациянь норматне. Эрзянь кельсэ сёрмадомань, кортамонь, пунктуациянь норматне (лувтне). — Саранск, 1995. — С. 28-39.
154. Академик Пауль Аристэ и мордовское языкознание // Финно-угроведение, 1995. — № 34. — С. 171—174. (соавт. Мосин М. В.).
155. О нормах правописания эрзянских морфологических форм // Респ. научно-практическая языковая конференция «Язык, проблемы, нормы, перспективы». — Саранск, 1995. — С. 68-76.
156. Полуаффиксация в системе словообразования в эрзянском и мокшанском языках // Congressus Octavus Internationalis Fenno-ugristarum. — Jyväskylä 1995. — С. 120—121.
157. Словообразовательная архитектоника мордовских языков. // Узловые проблемы современного финно-угроведения. / Материалы I Всеросс. науч. конф. финно-угроведов — Йошкар — Ола, 1995. — С. 409—411.
158. Эрзянь келень сёрмадомань (орфографиянь) лувтне (норматне). Эрзянь кельсэ сёрмадомань, кортамонь, пунктуациянь норматне (лувтне). — Саранск, 1995. — С. 28-39.
159. Semiaffixation in the Wordbuilding System of the erza and moksha languages // Congressus Octavus Internationalis Fenno-Ugristarum Jyväskylä 10. — 15. 8. 1995. Jyväskylä, 1995. — L. 120—121.
160. Цыганкин Д. В., Мосин М. В. Этимологиянь валкс. — Саранск, 1995. — 250 с.
161. Д. В. Цыганкин Вариантность суффиксальной структуры в однокоренных финно-угорских именах. // Тез. докл. Междунар. науч. конф. «Структура и развитие волжско-финских языков» / Мар. ГУ Науч. центр финно-угроведения. — Йошкар-Ола, 1996. — 116 с.
162. D.V. Cygankin Die Konversion als cine der nichtlinearen wortbildungsarten // Congressus internationalis Fenno-Ugristarum. Debrcen 27. VIII. — 2. IX. 1996. Lingvistica. — C. 33.
163. Суоми масторонь ученойтнеде. / Эрзянь правда.. — 1996. 13 мая № 54.
164. Эрзятне ды мокшотне аволь субэтност // Эрзянь мастор, 1996, 27 января.
165. Цыганкин Д. В. Ойконимия мордовского Заволжья // Вестн. Мордов. ун-та. — 1997. № 2-3. — С. 80-85.
166. Цыганкин Д. В. Память, запечатленная в географических названиях // Все о Мордовии. — Саранск, 1997. — С. 80-86.
167. Цыганкин Д. В. Коляденков М. Н. (1896—1897) // Весн. Мордов. ун-та. — 1997. № 2-3. — С. 24-25.
168. Цыганкин Д. В., Мосин М. В. Этимологиянь валкс. — Саранск: Мордов. кн. изд-во, 1998. 240 с.
169. О словообразовательной продуктивности именных моделей в мордовских языках // Словообразовательная архитектоника в волжско-финских языках. Матер. междунар. науч. симпозиума 1-4 окт. 1998. — Саранск, 1999. — С. 7-11.
170. Д. В. Цыганкин «Занимательная грамматика эрзянского языка». Саранск: Мордов. кн. изд-во, 1999. 136 с.
171. Цыганкин Д. В., Бузакова Р. Н., Алешкина Р. А. Нормы мокшанской и эрзянской орфографии, орфоэпии и пунктуации / НИИ яз., лит., истории и экономики при Правительстве Респ. Мордовия. — Саранск: Тип. «Крас. Окт.», 1999. — 68 с.
172. Эрзянь келень сёрмадома лувтне // Народное образование.- Саранск, 1999. № 1. — С. 134—155. (8 с.) (в соавторстве).
173. Мордовские языки глазами ученого-лингвиста. — Саранск: Тип. «Крас. Окт.», 2000. — С. 315.
174. Особенности дериватов со значением интенсивности степени проявления деминутивного признака // Финно-угристика № 4. — Саранск: Тип. «Красн. Окт.», 2000. — С. 198—203.
175. Словообразовательные потенции слов пря «голова» и пе «конец» в мордовских языках / Матер. II Всерос. конф. финно-угроведов. Финно-угристика на пороге III тысячелетия (Филологические науки). — Саранск «Крас. Окт.» 2000. — С. 304—307.
176. Эрзянь кель. Морфемика, валонь теевема ды морфология. (Учебник). — Саранск: «Крас. Окт.». 2000.
177. Цыганкин Д. В. Эрзянь келенть койтнеде-кирдатнеде // Эрзянь правда. — 2000. — Октябрянь 24-це чи.
178. Цыганкин Д. В. (Буквы Н и Ц). Вейсэ, башка, тешкс вельде. Валкс (Н, Ц букватне). (Словарь. Слитно, раздельно, через дефис). — Саранск: Тип. «Крас. Окт.», 2001.
179. Пути и приемы терминов образования в мордовских языках. // Финно-угристикань кевкстематне. — Саранск: Тип. «Красн. Окт.», 2001. — С. 132—137.
180. Д. В. Цыганкин, В. П. Цыпкайкина. Эрзянь келень программат 5-11 класстнэнень. — Саранск: Мордов. кн. изд-во, 2001. — 56 с.
181. О лексике пространственной ориентации в мордовских языках. // Прибалтийско-финское языкознание: Сбор. Статей, посвященный к 80-летию д.ф.н. Г. М. Керту, 2002. — 5 с.
182. Некоторые размышления о сложении основ как об одном из активных способов образования слов в мордовских языках. — Пермистика — 9. Вопросы пермской и финно-угорской филологии. — Ижевск: Издательский дом Удм. ун-та. — 2002. — С. 442—447.
183. Специфические принципы изучения словообразования в вузе (на материале мордовских языков). // Научные издания Московского Венгерского Колледжа. — М.: Валанг. Ч. 2, 2002. — С. 268—279.
184. Язык — это мир, в котором живёт человек (Очерк об эрзянских диалектах мордовского Присурья). // Большеберезниковский район — Саранск, 2002.
185. Цыганкин Д. В., Бибин М. Т. Лингвистический атлас мокшанских и эрзянских говоров. / Учеб. пособие по составлению атласа. — Саранск: Тип. «Красн. Окт.», 2002. — 56 с.
186. Лингвистические проблемы мокшанской и эрзянской терминологии. // Проблемы и перспективы развития восточных финно-угорских языков. — Саранск: Тип. «Красн. Окт.», 2003. — С. 205—207.
187. Отражение гласных финно-угорского языка-основы в лексических соответствиях мордовских и хантыйского языков. (Опыт сравнительного анализа). // Финно-угристика. — Саранск: Тип. «Красн. Окт.», 2003. — С. 216—228.
188. Цыганкин Д. В., Плешакова А. А. Валрисьмесэ модальностень невтиця компонентнэ. // XXXI Огаревские чтения (Гуманитарные науки). / Матер. науч. конф. — Саранск: Изд-во Мордов. ун-та, 2003. Ч. 1., — С. 145—147.
189. Об общих древних корнях в мордовских и хантыйском языках (опыт сравнительного анализа). // Роль науки в социально-экономическом развитии Республики Мордовия. / Матер. Респ. науч. конф., посвященной 70-летию НИ Гуманитарных наук при правительстве РМ. — Саранск, 2003. — С. 104 −113.
190. Топонимия Мордовии. / Мордовия. Энциклопедия. — Саранск: Мордов. кн. изд-во, 2004. Т. 2. С. 414—415.
191. Рябов А. П. / Мордовия. Энциклопедия. — Саранск: Морд. кн. изд-во, 2004, Т.2. — С. 271.
192. Цыганкин Д. В. Эрзянь кель: Фонетика, лексика ды валонь теевема. 5-це класснэнь. Саранск: Мордов. кн. изд-во, 2004. 232 с.
193. Цыганкин Д. В. Русский язык. Занимательная грамматика. — Саранск: Тип. «Крас. Окт.». 2004. — 156 с.
194. Цыганкин Д. В., Плешакова А. А. Эрзянь-мокшонь кой-кона числительнойтнень историяст. // IX науч. конф. молодых ученых, аспирантов и студентов. — Саранск, 2004. — С. 69-72.
195. Память, запечатленная в слове. Словарь географических названий Республики Мордовия. — Саранск: Тип. «Крас. Окт.». 2005. — 432 с.
196. Цыганкин Д. В., Мосин М. В. Александр Феоктистов. // Lingvistica Uralica. — Tallinn, 2005. № 2. — С. 155—158.
197. Цыганкин Д. В., Плешакова А. А. Неень шкань финнэнь-угрань кельтнесэ «кемень» чарькодеманть марто числительнойтнень историяст. / Матер. докл. X науч. конф. молодых ученых филол. фак. МГУ им. Н. П. Огарева. — Саранск: Тип. «Красн. Окт.», 2005. — С. 129—131.
198. Mordvin Settlement Names of the Trans — Vocal Region. — Onomastica Uralica. Debrecen — Helsinki, 2005. — С. 85-91.
199. Общефинно-угорские глагольные основы в мордовских языках в сравнительном освещении с глагольными основами хантыйского языка. // Congressus decimus internationalis. Fenno-ugricerum. Yoshkar-Ola 15.08- 21.08. 2005. Lingvistica, Pars II. — C. 167—169. (Тезисы).
200. Общефинно-угорские глагольные основы в мордовских языках в сравнительном освещении с соответствующими глагольными основами хантыйского языка. // Финно-угристика. Вып. 6. Саранск, 2005. — С. 141—147.
201. Цыганкин Д. В., Мосин М. В. Пауль Аристэ. Памяти учителя. // Lingvistica Uralica, 2005. — C. 61-62.
202. Цыганкин Д. В., Мосин М. В. Содавикс мирэнь-масторонь келес. (Пауль Александрович Аристэнь чачома чистэнзэ 100 иетнень). — Сятко, № 1-2, 2005. С. 172—175.
203. Финнэсь — эрзятнеде, мокшотнеде. // Сятко, № 1-2, 2005. — С. 166—169.
204. Мокшонь, эрзянь ды саамонь кельтнесэ ве шкань вейсэнь валтнэнь структурань коряс ёнксост (сравнениянь аспектэсь). // Финно-угристика. — Саранск, 2006. — Вып. 7.
205. Морфемика и словообразование. — Саранск: Тип. «Красн. Окт.», 2006. — 70 с.

## Награды и премии
- Зарубежный член-корреспондент Финно-угорского общества[3]
- Член Финно-угорского общества Suomalais-ugrilainen seura (Финляндия)[3]
- Академик Международной академии информатизации[3]
- Лауреат Огарёвской премии (1980)[3]
- Заслуженный деятель науки Мордовской АССР (1985)[3]
- Заслуженный деятель науки Российской Федерации (1997)[3]
- Дважды лауреат Государственной премии Республики Мордовия в области науки и техники (2000)[3]
- Лауреат премии Главы Республики Мордовия (2005)[3]
- Орден Отечественной войны II степени[3]
- Медаль «За отвагу»[3]
- Медаль «За победу над Германией в Великой Отечественной войне 1941—1945 гг.»[6]
- Медаль «За взятие Кёнигсберга»[6]